# Orgnac-l'Aven
Orgnac-l'Aven é uma comuna francesa na região administrativa de Auvérnia-Ródano-Alpes, no departamento de Ardèche. Estende-se por uma área de 21,84 km². Em 2010 a comuna tinha 604 habitantes (densidade: 27,7 hab./km²).